# NGC 4319
NGC 4319 (NGC 4345) é uma galáxia espiral barrada localizada a cerca de oitenta milhões de anos-luz de distância na direção da constelação do Dragão. Possui uma magnitude aparente de 12,0, uma declinação de +75º 19' 19" e uma ascensão reta de 12 horas, 21 minutos e 43,8 segundos.